# HP-25
HP-25 は、1975年から1978年までの間にヒューレット・パッカードによって製造された携帯型のプログラム可能関数電卓/技術者向け電卓であった。HP-25 は、革新的だった HP-65 よりも低価格な代替品（希望小売価格 US$195）として販売された。
コストを削減するためにHP-25はHP-65の磁気カードリーダーを搭載していないので、キーボードを使ったプログラミングだけが可能であった。電源を切った後、プログラムは失われ、再度入力しなければならなかった。1976年に発売されたHP-25CはHPによって continuous memory と称されたバッテリーで維持される電卓内部の CMOS メモリを最初に使用することによって、その欠点を解決した。
全ての初期の HP 電卓のように HP-25 は、計算の入力のために逆ポーランド記法（RPN）を使っており、4レベルスタック（X,Y,Z,T）上で動作した。
ほとんどのボタンは青色と黄色のシフトキーによって利用できる2つの裏機能を持っていた。
小さなスライディングスイッチは、"run"モードと"program"モードを切換えるために使用された。
HP-25は10桁の赤色LEDディスプレイを使用し、エンジニアリング表示が導入された最初の電卓であった。エンジニアリング表示は、正規化されていない仮数/指数の書式で表示され、指数はSI接頭語（すなわち、メガ、キロ、マイクロ、ナノ）に合わせて常に3の倍数である。
HP-25は、49プログラムステップまでのメモリ空間を持っていた。この電卓はメモリ空間を節約するために完全に併合された（fully merged）キーコード（シフトキーと機能キーをプログラムの1ステップとして一緒に保存する）を使用した最初のHP電卓であった。付け加えて言うと、8つのストレージ・レジスタと科学技術と統計に特化した機能を搭載していた。4色刷り161ページの説明書が付属しており、多くの数学、科学技術、航行、そして金融のプログラムの例が掲載されていた。
HP-25は、HP-65よりも約25%小型であった。この電卓は、HP-65で導入された台形の形状のキーを採用した。HP-25は、テキサス・インスツルメンツによって販売された TI-58 と TI-58C との競合機種とみなされていた。機能と性能を厳密に比較すると、より同等な競合機種は TI-57 であった。TI-57 は HP-25 の機能の一部を搭載していなかったが、それ以外の利点を持っていた。
HP-25/25C の重要な欠点の一つは、サブルーチン機能の不足であった。同時期の TI-58とその前のSR-56ですらサブルーチン機能を搭載していた。49個の完全に併合されたキーコードは、SR-56の併合されていないキーコード100ステップと大雑把に言えば同等であった。TI-58が480ステップ、サブルーチン機能、DSZループなどの機能を搭載した時点で、HP-25/25Cは厳しい競争にさらされた。HPは併合された99ステップのメモリ、ラベル、そしてサブルーチンを搭載した HP-19C/-29C電卓を発売して後に続いた。そして、TIは continuous memoryを搭載したTI-58C を発売した。

## 備考
1. ^ 1975年の US$195 ≒ 2009年の US$770 (The Inflation Calculator を参照)